# Eddie Calhoun
Pour les articles homonymes, voir Calhoun.
Eddie Calhoun (13 novembre 1921, Clarksdale, Mississippi – 27 janvier 1994, Paradise Lake, Mississippi) était un contrebassiste de jazz.
Eddie Calhoun est surtout connu pour sa participation au premier trio d'Ahmad Jamal et a sa longue carrière avec Erroll Garner (1955-1966, il figure sur l'album Concert By The Sea). Il grandit dans le ghetto noir de Chicago, où il est victime du racisme et de la pauvreté. Il ne peut pas faire d'études mais apprend à jouer de la contrebasse avec son oncle Charles. Enrôlé dans l'armée pendant la seconde guerre mondiale, il combat dans le Pacifique. Libéré à la fin de l'année 1945, il entame une carrière dans les cabarets de Chicago puis de New York.